# Artigisa anomozancla
Artigisa anomozancla là một loài bướm đêm trong họ Erebidae.